# مونتينيا
مونتينيا هي إحدى أقاليم رومانيا والتي تعتبر أهمها لأن العاصمة بوخارستتقع بها إضافة إلى بوزو بيتيشت و غيرها .

Map of Romania with Muntenia خارطة رومانيا وتظهر مونتينيا

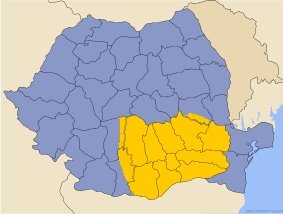
مونتينيا

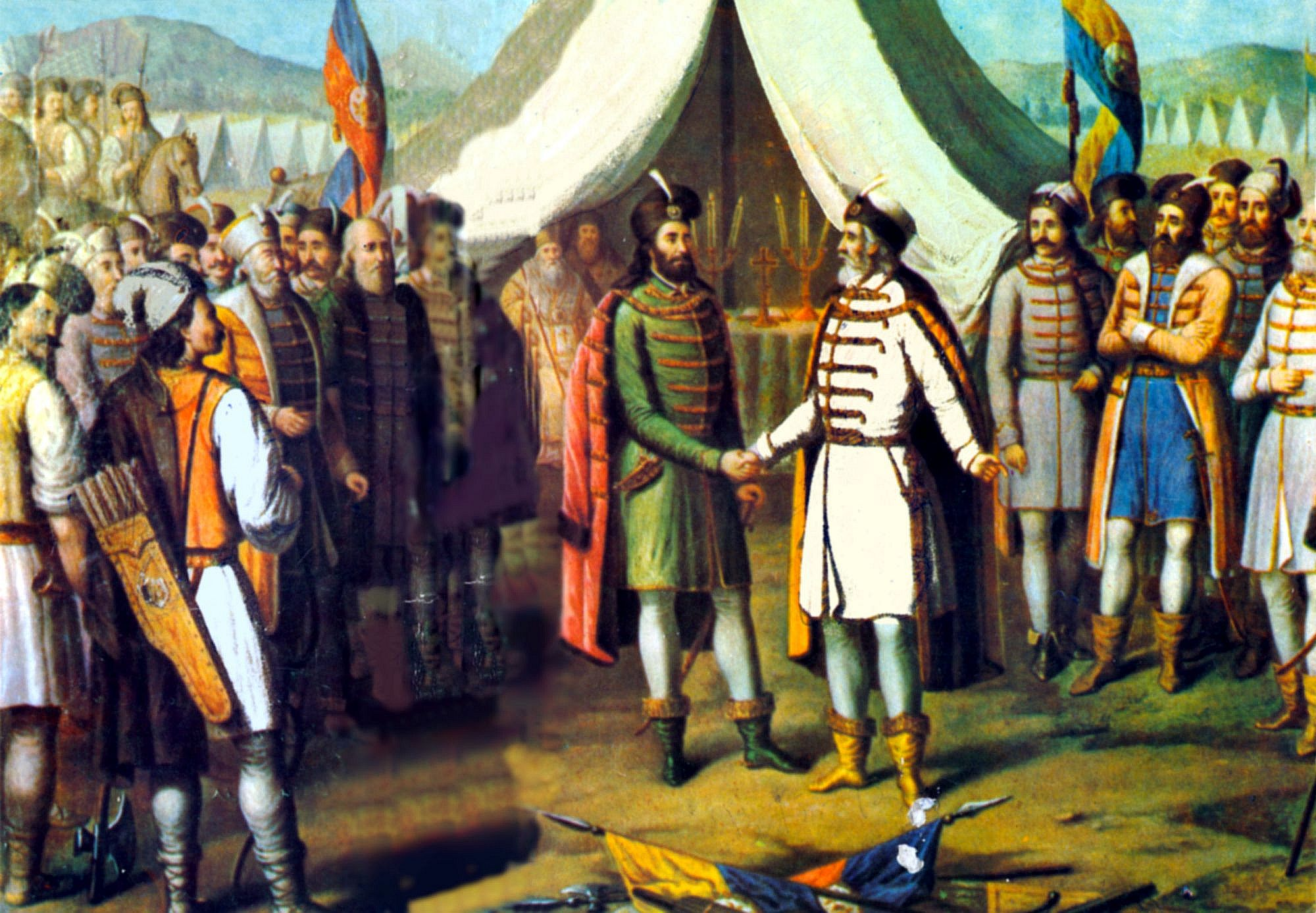
تاريخ مونتينيا